# Spindle
Das Spindle war ein englisches Garnmaß. Je nach Garnart und Land war das Maß unterschiedlich.
Der Haspelumfang oder die Länge des Fadens (Thread) war mit 1,5 Yards oder 54 Zoll festgelegt. Das Hank oder Strehn hatte 7 Leas (Gebinde) mit je 80 Threads (Haspelfäden). Leas hatte 120 Yards oder nach dem Strehn, dem Hank, 840 Yards.
- Baumwollgarn
  - 1 Spindle oder Spyndle = 18 Hanks = 15.120 Yards = 13.825,728 Meter
  - 1 Hank = 7 Leas = 560 Threads = 840 Yards = 768,096 Meter
  - 1 Lea = 80 Threads = 120 Yards = 109,728 Meter
  - 1 Thread = 1,5 Yards = 54 Inches = 1,3716 Meter
- Wollgarn
  - 1 Spindel (spindle) = 4 Hanks/Strehne = 14400 Yards = 13167,36 Meter
  - 1 Hank/Strehn = 3600 Yards = 3291,84 Meter
- 1 irische Spindle (Leinengarne, Hanfgarne) = 4 Hank = 14.400 Yards = 13.167,36 Meter
  - 1 Hank = 3600 Yards = 3291,84 Meter
- 1 schott. Spindle (Wollgarne) = 38 Leas = 11400 Yards = 10424,16 Meter
  - 1 Lea = 300 Yards = 274,32 Meter
- England 1 Spindle = 4 Hanks = 48 Leas = 5760 Faden = 7900,416 Meter
  - 1 Hank = 12 Leas = 1440 Faden = 1975,104 Meter
  - 1 Cut oder Lea = 120 Faden = 164,592 Meter
  - 1 Faden = 1,5 Yards = 1,3716 Meter